# Mirosław Dąbrowski (sportowiec)
Mirosław Dąbrowski (ur. 8 grudnia 1961) – polski sztangista, brązowy medalista mistrzostw świata (1989).

## Kariera sportowa
Jego pierwszym klubem był Start Grudziądz. Studiował na Akademii Wychowania Fizycznego w Warszawie, reprezentując barwy AZS AWF Warszawa (1980-1985). W 1986 reprezentował barwy Legii Warszawa, a od 1987 Budowlanych Opole, gdzie jego trenerem był Ryszard Szewczyk. W opolskim klubie zakończył karierę.
Jego największym sukcesem w karierze był brązowy medal mistrzostw świata w 1989 w kategorii 110 kg, wynikiem 382,5 kg (170 kg + 212.5 kg). Rezultat ten dał mu również brązowy medal mistrzostw Europy. W 1985 na mistrzostwach świata w tej samej kategorii był piąty wynikiem 380 kg. W 1985 zajął także 6. miejsce w mistrzostwach Europy. W mistrzostwach Polski zdobył pięć brązowych medali w kategorii 110 kg (1982, 1984, 1985, 1987, 1989).
Jego rekord życiowy w dwuboju wynosi 392,5 kg (1989).